# Élise Faller Ditisheim
 (avril 2021).
Si vous disposez d'ouvrages ou d'articles de référence ou si vous connaissez des sites web de qualité traitant du thème abordé ici, merci de compléter l'article en donnant les références utiles à sa vérifiabilité et en les liant à la section « Notes et références ».
Élise Faller Ditisheim, née le 13 avril 1915 à Genève (Suisse) et morte le 14 mars 2011 à La Chaux-de-Fonds, est une musicienne suisse, pianiste, claveciniste, concertiste, rythmicienne et professeure aux conservatoires de Lausanne et de La Chaux-de-Fonds (Suisse).

## Biographie

### Naissance
Élise Faller est née le 13 avril 1915 à Genève de parents musiciens. Elle est la fille de Charles Faller (1891-1956), organiste, et Caro Faller, née Mathil (1890-1982), cantatrice. Elle a une sœur, Andrée Courvoisier-Faller (1919-2010), violoncelliste, et un frère, Robert Faller (1924-1983), violoniste et corniste. Peu après sa naissance, la famille s'installe au Locle, dans les Montagnes neuchâteloises, où son père Charles est nommé organiste et directeur du chœur de l'église.

### Études et formation musicale
Élise Faller commence ses études musicales au Conservatoire de La Chaux-de-Fonds, auprès de Charles Faller et Ernst Levy pour le piano, Mathilde Reymond-Sauvain pour le solfège, la rythmique et l'harmonie, et André Lévy pour la musique de chambre.
Après un brillant diplôme de piano au Conservatoire de La Chaux-de-Fonds en 1933, elle poursuit sa formation à Genève auprès d'Émile Jaques-Dalcroze, de Frank Martin, de Bernard Reichel et de Maria Panthès. Elle obtient, à l'Institut Jaques-Dalcroze, un certificat et un diplôme de rythmicienne avec les félicitations du jury.
Elle fait un stage de deux ans à Paris où elle poursuit ses études de piano avec Ernst Levy, tout en enseignant à l'Institut Philharmonique.

### Enseignement
Pédagogue reconnue, Élise Faller a enseigné aux conservatoires de Lausanne et de La Chaux-de-Fonds. Parmi ses élèves, signalons Christiane Jaccottet, Wally Stämpfli et Catherine Courvoisier.

### Concerts
Élise Faller a joué en soliste sous la direction d'Ernest Ansermet (Orchestre de la Suisse Romande), d'Igor Markevitch et d'Hermann Scherchen, et a donné de nombreux récitals.
Son interprétation des œuvres de Fauré, Debussy et Ravel est particulièrement appréciée et saluée par la critique.

### Musique de chambre
Durant sa carrière, Élise Faller a travaillé en différentes formations de musique de chambre (duo, trio, etc.) avec des musiciens tels André-Lévy, André de Ribeaupierre, Hugues Cuénod, Edmond Appia, Jacques Thibaud, André Loew, Maurice Perrin, Hansheinz Schneeberger, Philippe Mermoud, Philippe Huttenlocher, ...
En 1944, elle crée le quatuor Mudac (Musica da Camera) avec Andrée Wachsmuth-Loew (violon), Andrée Courvoisier-Faller (violoncelle) et Simone Beck (alto).
Dans les années 1980, elle forme le Trio Faller, avec sa nièce et son neveu, Aline Faller, violon et Olivier Faller, violoncelle.

### Conférences
Élise Faller a illustré musicalement les conférences d'Émile Vuillermoz, Robert Aloys Mooser et autres critiques musicaux. Relevons la conférence donnée par Henri Jaton sur Igor Stravinsky, le 3 décembre 1942 à Lausanne, avec pour invité et intervenant Charles-Ferdinand Ramuz. Élise Faller y interpréta, avec Maurice Perrin, le concerto pour deux pianos de Stravinsky.

### Concerts radiophoniques
Dès l'âge de 14 ans, Élise Faller se produit en direct à Radio-Lausanne. Ce sont les débuts de la radio, les concerts ne sont pas enregistrés.
Le compositeur, musicologue et critique musical Émile Vuillermoz la remarque à l'occasion d'une conférence qu'il donne au Conservatoire de La Chaux-de-Fonds. Élise Faller en illustre des extraits au piano. À la suite de cette rencontre, elle est invitée à donner une série de concerts à Radio-Paris, en avril 1939.
Par la suite, elle se produit régulièrement en soliste, comme accompagnatrice et au sein de formations de musique de chambre lors d'émissions en différé. Un certain nombre d'enregistrements sont disponibles dans les archives de la Radio suisse romande.

### Vie privée
En 1946, Élise Faller épouse Maurice Ditisheim (1901-1992), mélomane averti et l'un des directeurs de l'entreprise horlogère Vulcain. Deux enfants naîtront de cette union, Mona Ditisheim (1948-) et Jacques Ditisheim (1952-).
Élise Faller s'engage dès lors activement dans la vie artistique et musicale de La Chaux-de-Fonds.

## Dédicaces
En 1938, Bernard Reichel dédie une œuvre à Elise Faller: Divertissement pour piano et orchestre.

## Discographie
- Stravinsky: Les Noces - Bartók: Sonata for two Pianos and Percussion, Sz. 110, Gallo
- Brahms: Danses hongroises: nos 5, 9, 8, 3, 2, 1; Liebeslieder Walzer, op. 52: pour piano à quatre mains et choeur, Gallo

## Prix et distinctions
- Prix Schumann, Genève, 1936
- Prix de virtuosité, Conservatoire de La Chaux-de-Fonds, 1936.

## Critique
De nombreux musiciens, compositeurs, chefs d'orchestre et critiques musicaux se sont exprimés au sujet du talent d'Elise Faller, parmi lesquels Frank Martin, Bernard Reichel, Edmond Appia et Émile Jaques-Dalcroze. Trois extraits :
- « Je trouve que Mlle Elise Faller est une artiste complète qui - chose rare - sait allier les moyens d'expression les plus variés et les plus personnels à une technique pianistique naturelle, lui permettant de s'assimiler tous les styles avec une conscience parfaite et une liberté absolue. Je suis certain qu'elle est appelée à se faire un nom comme virtuose et à devenir l'interprète idéale, telle que la peuvent rêver tous les compositeurs. (...). Je suis profondément heureux de l'avoir eue comme élève ». (Emile Jaques-Dalcroze, Genève, 3 février 1937).
- « Fauré n'oublie jamais qu'il est surtout le poète du piano et il confie au clavier un commentaire merveilleux. Quand c'est à Elise Faller qu'il échoit, ses sonorités sont comparables à des étoffes aux plis somptueux ou légers. L'exécution de la sonate fut un délice ». (R. de C., Feuille d’Avis de Lausanne, mars 1944).
- « Elise Faller, dont on regrettera qu'elle se produise aussi rarement, en récital, est douée d'une technique transparente à la fois solide et aérienne, d'un toucher de vraie soliste et d'une musicalité qui traduit un tempérament fougueux et romantique, sans excès pourtant ». (J.-Ph. B., Feuille d’Avis de Neuchâtel, 17 mars 1980).